# Le Chalet
Pour les articles homonymes, voir Le Chalet (homonymie).
 (octobre 2015).
Si vous disposez d'ouvrages ou d'articles de référence ou si vous connaissez des sites web de qualité traitant du thème abordé ici, merci de compléter l'article en donnant les références utiles à sa vérifiabilité et en les liant à la section « Notes et références ».
Le Chalet est une série télévisée jeunesse québécoise en 76 épisodes de 22 minutes créée par Kadidja Haïdara et Vicky Bounadère, et diffusée entre le 13 janvier 2015 et le 18 avril 2019 sur VRAK. Cette série touche majoritairement les adolescents et aborde plusieurs thèmes à travers un groupe d’amis qui se retrouve chaque année dans un même chalet.
En France, la série a été doublée et diffusée à partir du 22 janvier 2017 sur France 4.
L'émission Le Chalet a été tournée dans le chalet Le Ruisseau, situé à Saint-Donat, dans la région de Lanaudière, au Québec. Ce domaine de vacances comprend non seulement plusieurs chalets, mais aussi des condos offrant une vue imprenable sur le lac et les montagnes environnantes.

## Distribution

### Acteurs principaux
- Catherine Brunet (VFB : Marcha Van Boven) : Catherine
- Julianne Côté (VFB : Laetitia Liénart) : Lili
- Antoine Pilon (VFB : Pierre Le Bec) : Antoine
- Félix-Antoine Tremblay (VFB : Maxime Donnay) : Francis
- Sarah-Jeanne Labrosse (VFB : Edwige Bailly) : Sarah
- Karl Walcott (VFB : Alexandre Crépet) : Charles
- Pier-Luc Funk : Max (depuis la saison 2)

### Acteurs récurrents
- Julien Hurteau : Will
- Mylène St-Sauveur : Taz
- David La Haye : Benoît
- Daniel Parent : André
- Alexandra Cyr : Anne Sophie
- Charles-Alexandre Dubé : Jean-Simon
- Maxim Roy : Isabelle (décédée)
- Jean-Sébastien Courchesne : P-A
- Jason Roy Léveillée : Xavier
- Sandrine Bisson : Odette
- Patrick Hivon : JF
- Gabriel d'Almeida Freitas : Raphael[6] (saison 4-5)
- Alexa-Jeanne Dubé : Marion[6] (saison 4)
- Émile Schneider : Quentin[6] (saison 4-5)
- Frédéric Pierre : Nicolas[6] (saison 4)
- Macha Grenon[6] (saison 4)
- Alyssa Labelle : April[6] (saison 4)
- Marc Legault : Alfred (décédé) [6] (saison 4)
- Stéphane Breton : Gaëtan Gauthier[6] (saison 4)
- Antoinette Daneau : Émilie-Lune[6] (saison 4)
- Julien Lacroix : Cameron[6] (saison 4)
- Samuel Gauthier : Francis (saison 5)
- Marc Beaupré : Christopher (saison 5)
- Alexandre Bacon : Alex (saison 5)
- Léa Roy : Romy (saison 5)
- Martine Francke : Martine (saison 5)
- Roxane Bourdage : Marine-Julie (saison 5)

## Fiche technique
- Titre original : Le Chalet
- Société de production : Passez Go
- Sociétés de distribution (pour la télévision) : Encore Télévision Distribution
- Québec : VRAK
- Produit par : Passez Go
- Productrice : Vicky Bounadère
- Producteurs exécutifs : Marie-Claude Blouin, Vicky Bounadère, Félix Tétreault
- Idée originale : Marie-Claude Blouin, Vicky Bounadère, Félix Tétreault
- Réalisateurs : Marie-Claude Blouin
- Scénaristes : Kadidja Haïdara, Annabelle Poisson, Kristine Metz, Yannick Éthier, Geneviève Simard, Sarah-Maude Beauchesne
- Musique original : Samuel Laflamme
- Pays d’origine :  Canada
- Langue : Français
- Genre : Téléroman

## Épisodes
|  | 1 | 13 | 13 janvier 2015 | 31 mars 2015  |
|  | 2 | 13 | 5 janvier 2016  | 29 mars 2016  |
|  | 3 | 20 | 10 janvier 2017 | 23 mai 2017   |
|  | 4 | 15 | 2 janvier 2018  | 10 avril 2018 |
|  | 5 | 15 | 10 janvier 2019 | 18 avril 2019 |

### Première saison (2015)
Diffusée du 6 janvier au 31 mars 2015.
1. La fois où on a eu une nouvelle coloc
2. La fois où Sarah et Charles ont fêté les 3 ans de leur couple
3. La fois où Lili a eu une promotion
4. La fois où on est allés au cinéma
5. La fois où Frank a eu une date
6. La fois où Antoine a invité Cath à dîner
7. La fois où Charles est revenu
8. La fois où Cath s'est pointée en retard au travail
9. La fois où Antoine était à l'hôpital
10. La fois où Lili a changé de lit
11. La fois où Francis a eu la meilleure note de sa vie
12. La fois où c'était presque comme avant
13. La fois sur un million

### Deuxième saison (2016)
Diffusée du 5 janvier au 29 mars 2016.
1. La fois où Lili a fait une tâche
2. La fois où on était mélangé
3. La fois où Cath voulait revenir habiter au chalet
4. La fois où Frank est allé au gym
5. La fois où les parents sont passés
6. La fois où on stressait trop
7. La fois où les gars ont parié
8. La fois où il fallait qu'on se parle
9. La fois où Antoine était mauvais perdant
10. La fois où Frank était emprisonné
11. La fois où je voulais tellement pas te faire de la peine
12. La fois où on s'aimait, mais…
13. La fois où tu m'as dit que tu partais

### Troisième saison (2017)
Elle a été diffusée du 10 janvier au 23 mai 2017.
1. La fois où la gang est redevenue une gang (ou presque)
2. La fois où Antoine a organisé un 5 à 7
3. La fois où Lili avait peur de la Californie
4. La fois où on est allé à Montréal
5. La fois où Cath a espionné sa mère
6. La fois où Lili a été conne
7. La fois où Sarah était très mêlée
8. La fois du karaoké
9. La fois de la fin du monde
10. La fois où Lili a « crashé »
11. La fois du break
12. La fois où il fallait faire les premiers pas
13. La fois de la fête de Max
14. La fois de la tempête de neige
15. La fois où Lili a (encore) menti
16. La fois où Will a brisé la sécheuse
17. La fois où c'était compliqué
18. La fois où on s'est dit la vérité
19. La fois de toutes les peines d'amour
20. La fois où on s'est retrouvé

### Quatrième saison (2018)
Elle est diffusée depuis le 2 janvier au 10 avril 2018.
1. La fois où Barack Obama est mort
2. La fois de la millième date
3. La fois des langues de porc
4. La fois où l'avenir était flou
5. La fois des qualifs
6. La fois où Sarah manquait à l'appel
7. La fois où Lili a parlé de sexe
8. La fois du vol
9. Le lendemain de la fois de l'adultère
10. La fois où Alfred était un grand sage
11. La fois de tous les moves
12. La fois de toutes les ruptures
13. La fois des grandes décisions
14. La fois où c'était weird
15. La fois du mariage

### Cinquième saison (2019)
Elle est diffusée du 10 janvier au 18 avril 2019.
1. La fois où Antoine a gagné au casino
2. La fois où Antoine était juste un gérant de bowling
3. La fois de la visite
4. La fois où Lili avait la gastro
5. La fois où Cath et Antoine ont fait leur pitch à André
6. La fois où c'était fini
7. La fois où on a joué au poker
8. La fois du souper chez Sarah
9. La fois où on a pas dormi de la nuit
10. La fois où personne était clair
11. La fois où tout était parfait
12. La fois où Cath ne pensait qu'à Antoine
13. La fois où Cath pensait aussi à elle
14. La fois de la dernière fondue
15. La fois de la dernière fois

## Prix et distinctions

### Prix Gémeaux
- Prix Gémeaux 2015
  - Meilleure réalisation fiction Jeunesse (Marie-Claude Blouin)
  - Meilleur texte (Kadidja Haïdara)
- Prix Gémeaux 2016
  - Meilleure série jeunesse
  - Meilleure réalisation fiction Jeunesse (Marie-Claude Blouin)
- Prix Gémeaux 2017
  - Meilleure réalisation fiction Jeunesse (Marie-Claude Blouin)
  - Meilleur texte (Annabelle Poisson)
- Prix Gémeaux 2018
  - Meilleure série Jeunesse

### Alliance Médias Jeunesse
- Alliance Médias Jeunesse 2016[10]
  - Grand prix d'excellence